# Juan José Camero
Juan José Camero (Almagro, Capital Federal, 15 de septiembre de 1943) es un actor argentino de cine, televisión y teatro. Es principalmente reconocido por su papel protagónico en el clásico de Leonardo Favio Nazareno Cruz y el Lobo.

## Biografía
Camero comenzó su carrera en el programa El repórter Esso gracias a su estrecha vinculación con el mundo del automovilismo. Luego se abrió camino en la actuación con papeles de coprotagonista tanto en la televisión como en el cine. En la década del 70 participó en numerosas telenovelas argentinas, en algunas como protagonista.
Su papel revelación en el cine fue en el clásico de Leonardo Favio Nazareno Cruz y el lobo (1975). Los críticos de cine también aplaudieron su actuación en Verónico Cruz: La deuda interna (1988). La película fue elegida en la selección oficial de Argentina para el Óscar de 1988 en la categoría de Película en Lengua Extranjera.
También estuvo involucrado en la política, pues se desempeñó como agregado cultural de la embajada argentina en Paraguay durante 10 años (presidencia de Carlos Menem). Participó después, ya de vuelta en la Argentina, en varios programas y series de TV, como De corazón y Campeones de la vida.
A principios de la década de 2000 participó en el reality show Reality reality. Al poco de entrar en este programa su salud empeoró y fue hospitalizado varias veces por problemas coronarios. En una ocasión estuvo internado en la Fundación Favaloro, en la que fue sometido a una angioplastia renal. Luego de recuperarse participó en el espectáculo de Sandro El hombre de la rosa.
Luego de retirarse por un tiempo a partir de 2001 y de viajar por Latinoamérica vuelve a la actuación, destacando su personaje en La vida anterior, estrenada en 2013. Se casó en septiembre de 2011 con Sonia Hippener (Nita), una Licenciada en nutrición, a quien conoció en Colonia (Uruguay), mientras filmaba la película La vida anterior y ella culminaba un viaje como mochilera por Sudamérica. Desde hace varios años se retiró de su carrera actoral y política.

## Filmografía selecta
- Paula contra la mitad más uno (1971)
- Siempre te amaré  (1971)
- José María y María José (Una pareja de hoy) (1972)
- Mí hijo, Ceferino Namuncurá (1972)
- La Mary (1974)
- La gran aventura (1974)
- La Tregua (1974)
- El muerto (1975)
- Triángulo de cuatro (1975)
- Nazareno Cruz y el lobo (1975)
- Piedra libre (1976)
- Basta de mujeres (1977)
- Las locas (1977)
- Allá lejos y hace tiempo (1978)
- Los drogadictos (1979)
- La mayoría silenciada (1986)
- Verónico Cruz: La Deuda Interna (1988)
- La vida anterior (2013)[6]

## Televisión
- Rolando Rivas, taxista (1972)
- Pobre Diabla (1973)
- Mi hombre sin noche (1974)
- Mi hermano Javier (1977)
- Hola Pelusa (1980)
- La ciudad de dos hombres (1981)
- Gabriela (1981)
- Angelina (1982)
- Esa provinciana (1983)
- De corazón (1997)
- Campeones de la vida (2000)
- Reality reality (2001)